# زمینه موسیقایی
زمینهٔ موسیقایی (به انگلیسی: musical theme) یا تِم (به فرانسوی: thème) در یک قطعهٔ موسیقی، زیربنای آن و معمولاً ملودی مشخصی است که ممکن است قسمتی یا تمامیِ قطعه بر آن پایه‌ریزی شده باشد.
زمینهٔ موسیقایی در واقع تعیین‌کنندهٔ روند قطعه و ملودی آن و طرح کلی قطعهٔ موسیقی است. برای مثال، در فرم واریاسیون، قطعهٔ ابتدایی، یک ملودی مشخص دارد که از آن به‌عنوان زمینهٔ موسیقایی یک مجموعه واریاسیون استفاده می‌کنند و در قطعات بعدی، با تغییر در این ملودی ولی با یک زمینهٔ موسیقاییِ یکسان، قطعات مختلفی خلق می‌کنند.